# One Shot 1990
One Shot 1990 è un doppio album della collana One Shot dalla Universal Music e contenente brani di successo del 1990, pubblicato nel 2007.

## One Shot 1990 (CD 1)
| Traccia | Artista                      | Titolo                                  | Durata |
| ------- | ---------------------------- | --------------------------------------- | ------ |
| 1       | Enigma                       | Sadeness (Part I)                       | 4.15   |
| 2       | MC Hammer                    | U Can't Touch This                      | 4.14   |
| 3       | Twenty 4 Seven               | I Can't Stand It                        | 3.15   |
| 4       | Londonbeat                   | I've Been Thinking About You            | 5.16   |
| 5       | Snap!                        | The Power                               | 3.47   |
| 6       | Suzanne Vega feat. DNA       | Tom's Diner                             | 3.48   |
| 7       | EMF                          | Unbelievable                            | 3.29   |
| 8       | Sinéad O'Connor              | Nothing Compares 2 U                    | 5.09   |
| 9       | Alannah Myles                | Black Velvet                            | 4.46   |
| 10      | Neneh Cherry                 | Manchild                                | 3.51   |
| 11      | Billy Idol                   | Cradle of Love                          | 4.39   |
| 12      | Cher                         | The Shoop Shoop Song (It's in His Kiss) | 2.49   |
| 13      | Double Dee feat. Dany        | Found Love                              | 3.42   |
| 14      | 49ers                        | Touch Me                                | 3.45   |
| 15      | New Kids on the Block        | Step by Step                            | 4.27   |
| 16      | Secchi feat. Orlando Johnson | I Say Yeah                              | 4.58   |
| 17      | Adamski                      | Killer                                  | 4.11   |
| 18      | Scorpions                    | Wind of Change                          | 5.11   |
| 19      | Anthrax                      | Got the Time                            | 2.45   |

## One Shot 1990 (CD 2)
| Traccia | Artista                          | Titolo                                     | Durata |
| ------- | -------------------------------- | ------------------------------------------ | ------ |
| 1       | Soul II Soul feat. Caron Wheeler | Back to Life (However Do You Want Me)      | 3.44   |
| 2       | Dream Warriors                   | My Definition of a Boombastic Jazz Style   | 4.24   |
| 3       | Deee-Lite                        | Groove Is in the Heart                     | 5.05   |
| 4       | The Chimes                       | I Still Haven't Found What I'm Looking For | 5.31   |
| 5       | The B-52s                        | Love Shack                                 | 5.22   |
| 6       | Lisa Stansfield                  | Live Together                              | 4.34   |
| 7       | Oleta Adams                      | Get Here                                   | 4.34   |
| 8       | Ralph Tresvant                   | Sensitivity                                | 4.39   |
| 9       | Beats International              | Dub Be Good to Me                          | 3.37   |
| 10      | F.P.I. Project                   | Everybody (All Over the World)             | 4.28   |
| 11      | Roe                              | Soledad                                    | 3.47   |
| 12      | Extreme                          | More Than Words                            | 5.34   |
| 13      | Prefab Sprout                    | Carnival 2000                              | 3.21   |
| 14      | Bob Geldof                       | The Great Song of Indifference             | 4.38   |
| 15      | After 7                          | Ready or Not                               | 4.33   |
| 16      | Galliano                         | Little Ghetto Boy                          | 4.22   |
| 17      | Incognito                        | Glide                                      | 3.43   |